# Starkare (singolo Sara Löfgren)
Starkare è il singolo di debutto della cantante svedese Sara Löfgren, pubblicato il 24 ottobre 2003 su etichetta discografica Mariann Grammofon come primo estratto dall'omonimo album.

## Tracce
1. Starkare – 3:42

## Classifiche

### Classifiche settimanali
| Classifica (2003) | Posizione massima |
| ----------------- | ----------------- |
| Svezia            | 1                 |

### Classifiche di fine anno
| Classifica (2003) | Posizione |
| ----------------- | --------- |
| Svezia            | 8         |
| Classifica (2004) | Posizione |
| Svezia            | 8         |